# Lhotka (okres Mělník)
Obec Lhotka se nachází v okrese Mělník, kraj Středočeský. Rozkládá se asi šest kilometrů severovýchodně od Mělníka a žije zde 332 obyvatel.

## Historie
První písemná zmínka o obci pochází z roku 1318. Tehdy prodal ves i s příslušenstvím její majitel, pan Pavel z Byšic, řádu německých rytířů. Ves ale existovala už dříve. V historii obce se poté neudálo nic zajímavého, pomineme-li údajnou návštěvu Karla Hynka Máchy při jeho cestách na Kokořínsku. Až 21. června 1897 byla zprovozněna přes obec železniční trať, vedoucí z Mělníka do Mšena. Přímo Lhotkou však vlak pouze projížděl, zastávka zde byla zřízena až později, v roce 1913. Asi o kilometr dál za vsí leží původní nádraží Lhotka u Mělníka, dříve používané jako překladiště řepy z vlakové odbočky na Střednice. Dnes však je už odbočka zrušená a nádraží chátrá.

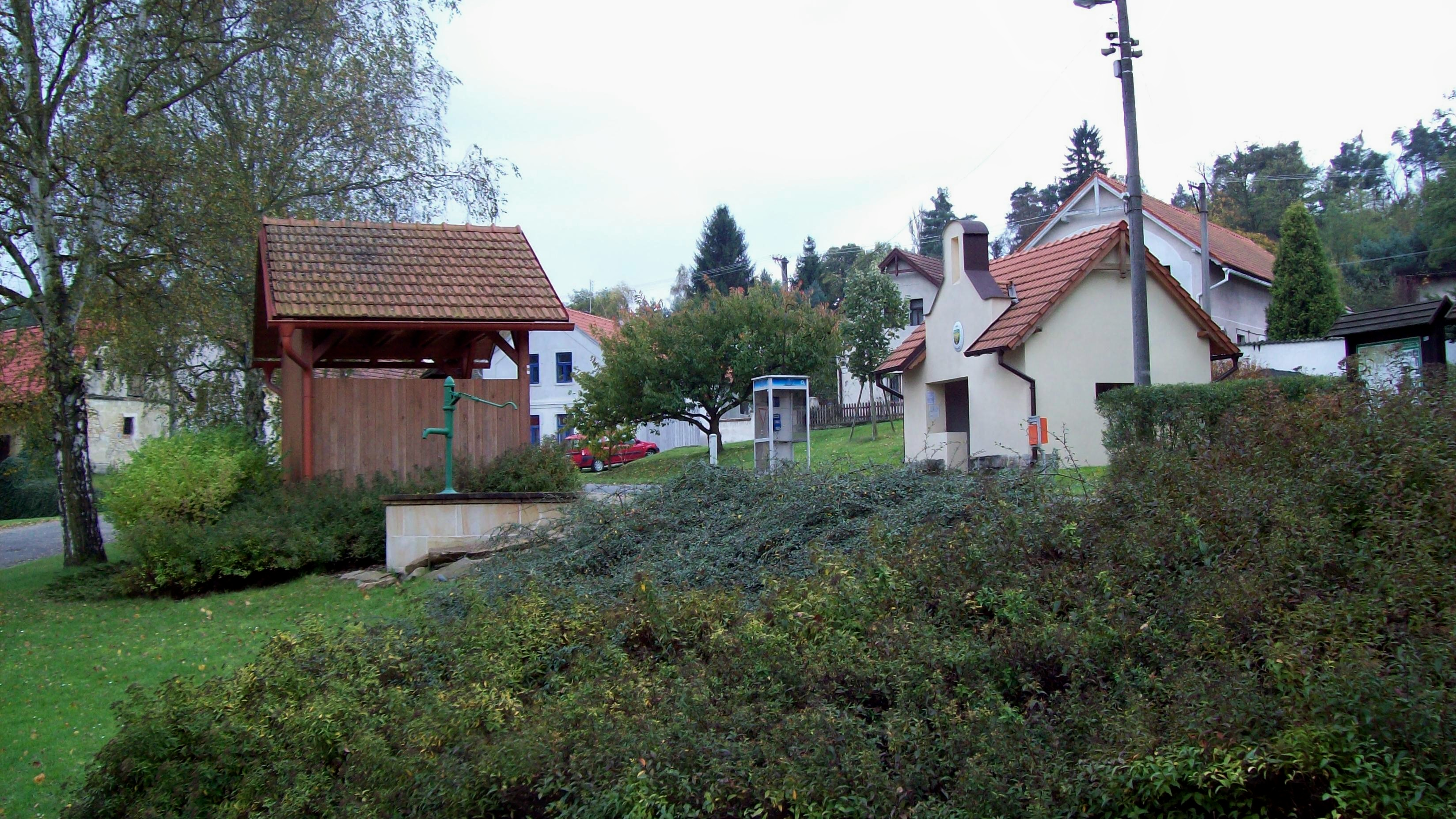
Náves s autobusovou zastávkou

Lhotka měla i svou vlastní obecnou školu, založenou roku 1884. V portálu nad vchodem se nachází busta J. A. Komenského. Škola v obci fungovala do roku 1976, kdy byla pro nedostatek žáků zrušena. Ještě několik let budova fungovala jako odloučené pracoviště zvláštní školy v Mělníku. V současné době prošla budova rekonstrukcí, po níž se v ní nachází místní obecní úřad, ordinace praktického lékaře a také knihovna.
Po druhé světové válce se měnila skladba obyvatelstva, protože obec byla původně zemědělská a mnoho hlavně mladších lidí odešlo za prací do měst. Lhotka se i pro svou relativní blízkost hlavního města stala vyhledávanou rekreační oblastí, proto i dnes ruch v obci během letních měsíců trochu více ožívá. V posledních letech se daří obnovovat staré lidové tradice, na jaře je to maškarní masopustní průvod, vynášení zimy a vítání jara i otevírání blízkého rybníka. Během celého roku jsou pořádány výlety na divadelní představení, na místním hřišti se konají dětské dny i promítání letního kina. Lhotka také leží v cestě několika značeným turistickým cestám i cyklostezkám. V obci je několik podnikatelů, zásobování obyvatel zajišťuje obchod se smíšeným zbožím, občerstvení pak místní hostinec.

### Územněsprávní začlenění
Dějiny územněsprávního začleňování zahrnují období od roku 1850 do současnosti. V chronologickém přehledu je uvedena územně administrativní příslušnost obce v roce, kdy ke změně došlo:
- 1850 země česká, kraj Praha, politický i soudní okres Mělník[4]
- 1855 země česká, kraj Praha, soudní okres Mělník
- 1868 země česká, kraj Praha, politický i soudní okres Mělník
- 1939 země česká, Oberlandrat Mělník, politický i soudní okres Mělník[5]
- 1942 země česká, Oberlandrat Praha, politický i soudní okres Mělník[6]
- 1945 země česká, správní i soudní okres Mělník[7]
- 1949 Pražský kraj, okres Mělník[8]
- 1960 Středočeský kraj, okres Mělník
- 2003 Středočeský kraj, okres Mělník, obec s rozšířenou působností Mělník

### Rok 1932
V obci Lhotka (391 obyvatel) byly v roce 1932 evidovány tyto živnosti a obchody: výroba cementového zboží, 2 hostince, kovář, mlýn, 2 obuvníci, 10 rolníků, řezník, sadař, 2 obchody se smíšeným zbožím, stavitel, trafika.

## Přírodní poměry
Na severním okraji vesnice se nachází, už v katastrálním území Střemy, národní přírodní památka Holý vrch. Do severního cípu katastrálního území Lhotka u Mělníka zasahuje malá část přírodní rezervace Kokořínský důl.

## Obyvatelstvo
Ke dni 26. 3. 2011 zde žilo 282 obyvatel, z toho 132 mužů a 150 žen. Průměrný věk obyvatel byl 43,7 let.

## Části obce

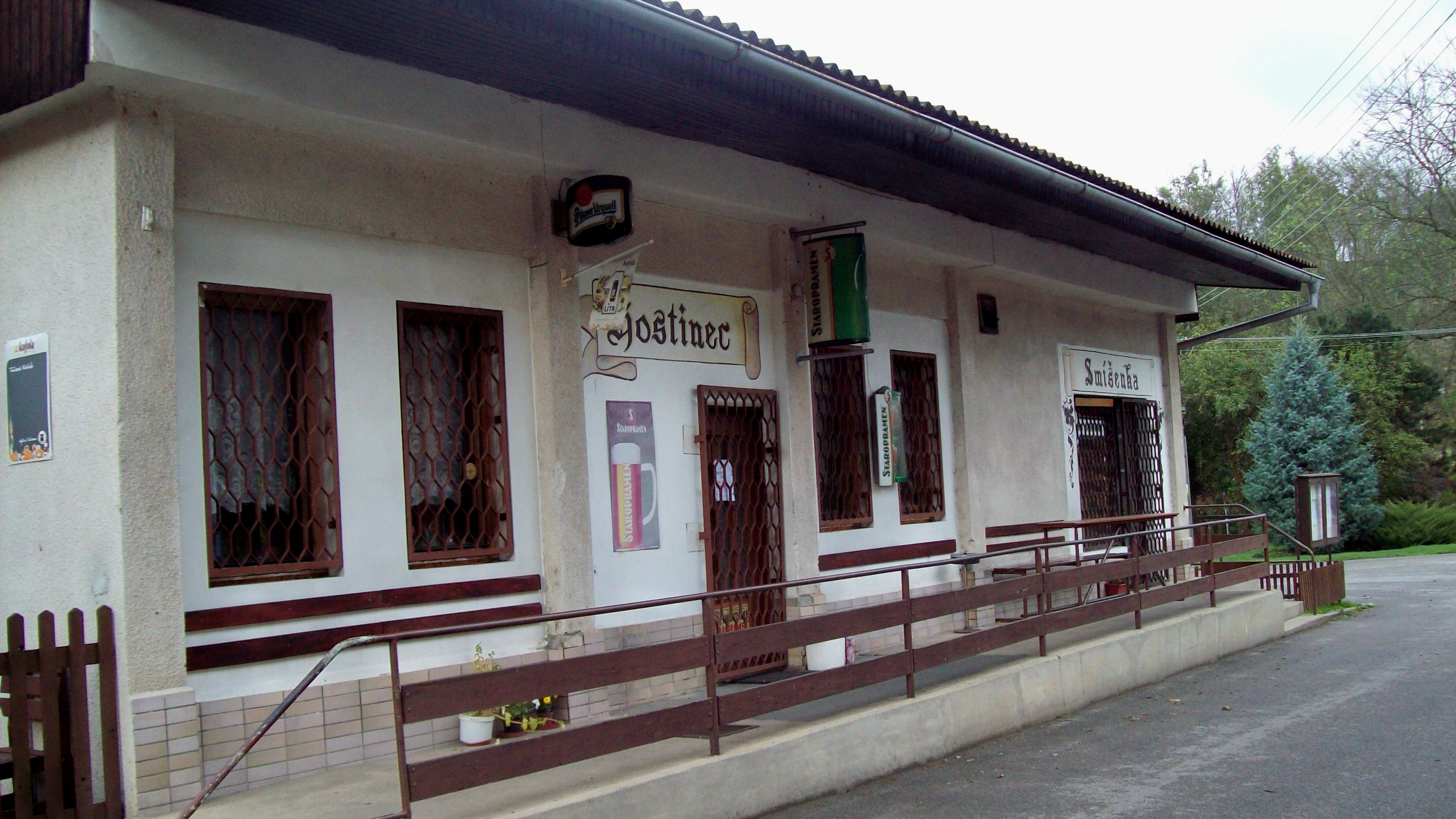
Místní obchod

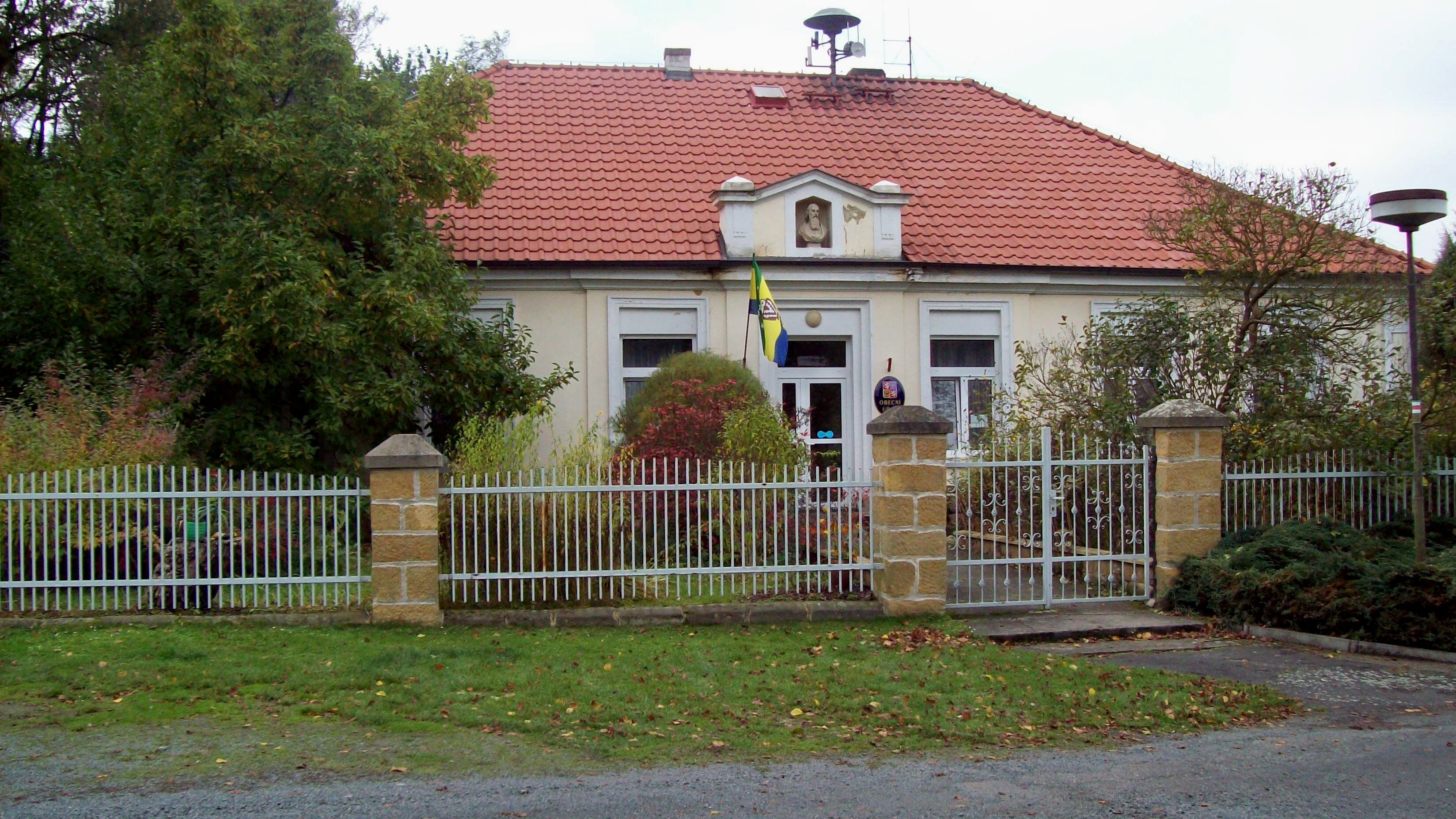
Obecní úřad

Obec se skládá ze dvou částí, ležících na dvou katastrálních územích:
- Lhotka (k. ú. Lhotka u Mělníka)
- Hleďsebe (i název k. ú.)

## Doprava
- Pozemní komunikace – Územím obce prochází silnice II/273 Mělník – Lhotka – Mšeno – Doksy.
- Železnice – Obec Lhotka leží na železniční trati 076 Mladá Boleslav – Mšeno – Mělník, jedná se o jednokolejnou regionální trať, doprava byla v tomto úseku trati zahájena roku 1897. Na území obce leží železniční stanice Lhotka u Mělníka, železniční zastávka Lhotka u Mělníka zastávka a železniční zastávka Hleďsebe. V minulosti ze Lhotky vedla železniční trať Lhotka u Mělníka - Střednice. Zrušená železniční trať byla jednokolejná místní dráha. Provoz na ní byl zahájen roku 1897. Přepravní zatížení trati vlaky pro cestující bylo minimální, jednalo se maximálně o 4 osobní vlaky denně. Trať byla změněna na vlečku roku 1933, provoz zastaven roku 1972, vlečka snesena 1978.

- Autobusová doprava (2012) – V obci měly zastávky autobusové linky jedoucí do těchto cílů: Dobřeň, Kokořín, Mělnické Vtelno, Mělník, Mšeno (dopravci ČSAD Střední Čechy a Kokořínský SOK).

- Železniční doprava (2012) – Přepravní zatížení tratě 076 mezi Mělníkem a Mšenem činilo denně 6 osobních vlaků.
- Cyklistika – Obcí vedou cyklotrasy č. 141 Liblice – V Lukách – Lhotka u M., žst. a č. 142 Lhotka u M., žst. – Kokořín – Vojtěchov – Ráj.
- Pěší turistika – Územím obce vedou červeně značená turistická trasa Mělník – Chloumek – Lhotka – Kokořínský důl a žlutě značená trasa Mělník – Čepička – Lhotka.

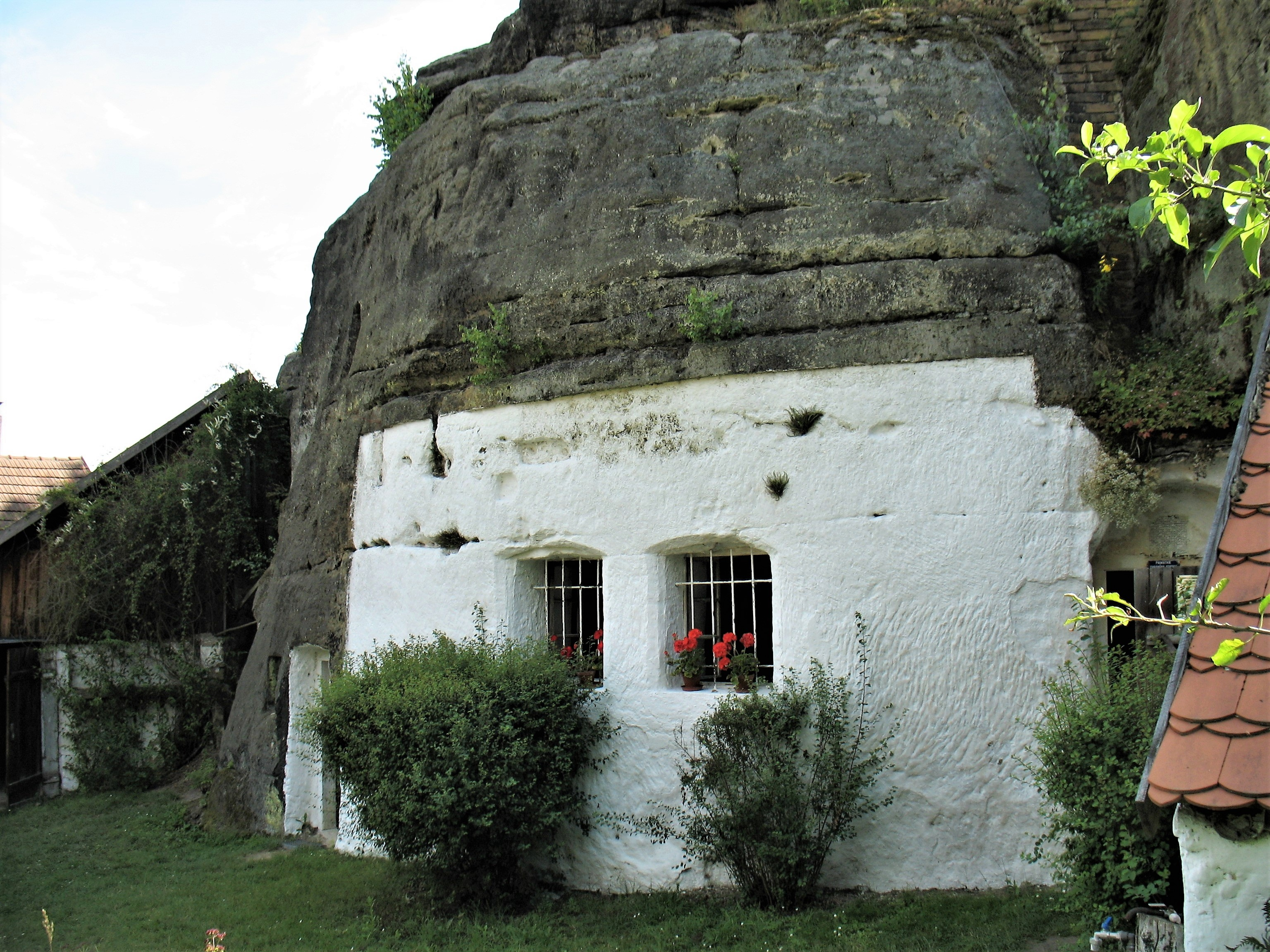
Skalní obydlí čp. 1

## Pamětihodnosti
Na území obce se nachází několik skalních obydlí, vytesaných v pískovcových skalách. Veřejnosti je od roku 2009 přístupný jeden větší skalní byt z poloviny 19. století, ve kterém ještě na počátku osmdesátých letech 20. století žila místní občanka Marie Holubová. Tento skalní dům čp. 1 ve Lhotce je v majetku Regionálního muzea Mělník a je v něm umístěna stálá muzejní expozice s ukázkami původního bydlení a hospodaření ve skalním obydlí. Skalní obydlí je přístupné vždy od čtvrtka do neděle v letní sezóně od května do září.